# La Providencia, Copainalá
La Providencia är en ort i Mexiko.   Den ligger i kommunen Copainalá och delstaten Chiapas, i den sydöstra delen av landet, 700 km öster om huvudstaden Mexico City. La Providencia ligger 1 072 meter över havet och antalet invånare är 278.
Terrängen runt La Providencia är kuperad åt nordväst, men åt sydost är den bergig. Terrängen runt La Providencia sluttar västerut. Runt La Providencia är det ganska glesbefolkat, med 47 invånare per kvadratkilometer. Närmaste större samhälle är Copainalá, 9,1 km söder om La Providencia. I omgivningarna runt La Providencia växer i huvudsak städsegrön lövskog.